# Викторовское сельское поселение
Викторовское сельское поселение — упразднённое муниципальное образование в составе Краснинского района Смоленской области России.
Административный центр — деревня Викторово.
Образовано законом от 1 декабря 2004 года. Упразднено законом от 25 мая 2017 года с включением всех входивших в его состав населённых пунктов в Малеевское сельское поселение.

## Географические данные
- Общая площадь: 127,4 км²
- Расположение: юго-западная часть Краснинского района
- Граничит:
  - на востоке — с Волоедовским сельским поселением
  - на юге — с Монастырщинским районом
  - на западе — с Беларусью
  - на севере — с Октябрьским сельским поселением
- Крупные реки: Городня.

## Население
| 2011 | 2012 | 2013 | 2014 | 2015 | 2016 | 2017 |
| ---- | ---- | ---- | ---- | ---- | ---- | ---- |
| 212  | ↘201 | ↘192 | ↘183 | ↘182 | ↘173 | ↘167 |

## Населённые пункты
На территории поселения находилось 9 населённых пунктов:
- Викторово, деревня
- Богдановка, деревня
- Бубново, деревня
- Курганье, деревня
- Первое Мая, деревня
- Расточино, деревня
- Рахово, деревня
- Самсоны, деревня
- Церковище, деревня

## Экономика
Сельхозпредприятия, магазины.